# Синагога Кумана
Синагога Кумана — юдейська синагога в Херсоні. Не збереглася.

## Історія
Побудована у 1911 році. Відвідуваність на початку XX століття — 600 чоловік.
Закрита в травні 1941 «за клопотанням трудящих міста» і передана під склад фабриці «Комсомолка», про що свідчить такий документ:
|  | Уповноваженому Ради у справах релігійних культів при РНК СРСР по Херсонській області товаришеві Буц. 4 травня 1945 За рішенням Херсонського Облвиконкому від 4.07.44 за № 239 - зазначену будівлю синагоги по вул. Белінського, 31 передати Херсонському облвиконкому для організації прядильного виробництва. Голова Виконкому Херсонської міської ради депутатів трудящих Колесніченко; Секретар Виконкому Херсонської міськради Колінчак |

Будівлю колишньої синагоги зруйновано у 1980-х рр. У теперішній час на її місці знаходиться двір АТ «Мікон» (вул. Белінського, 31).